# Kurt Goebell
Kurt Goebell, auch Göbell (* 7. März 1896 in Kassel; † unbekannt) war ein deutscher Marineoffizier, zuletzt Fregattenkapitän der Kriegsmarine. Er wurde nach Ende des Zweiten Weltkriegs für die sogenannten Fliegermorde auf Borkum durch die USA zum Tode verurteilt.

## Leben
Kurt Goebell trat am 1. Juli 1915 in die Kaiserliche Marine ein. Er erhielt bis Oktober 1915 seine Ausbildung an der Marineschule und auf dem Schulschiff Freya. Hier wurde er am 19. April 1916 auch zum Fähnrich zur See befördert. Als Seekadett ging er bis zur Selbstversenkung auf den Großen Kreuzer Lützow. Die Lützow hatte Ende Mai 1916 an der Skagerrakschlacht teilgenommen und war kurze Zeit später selbstversenkt worden. Anschließend besetzte Goebell auf dem Großen Kreuzer Seydlitz eine Offizierstelle und wurde Leutnant zur See (Beförderung am 17. September 1917). Ab August 1918 war er bis Kriegsende an der U-Bootschule. Am 27. Dezember 1919 schied er aus der Marine aus.
Nach dem Krieg studierte er und promovierte 1922 an der Technischen Hochschule Hannover zum Thema Schwelprodukte verschiedener Torfarten. Er wurde später Chefchemiker bei den Henkel-Werken in Düsseldorf. Mit dem Ausbruch des Zweiten Weltkriegs wurde er wieder zur Marine einberufen.
In der Kriegsmarine war er, nachdem er als Korvettenkapitän ab der Aufstellung im August 1939 Kommandeur der Marineflakabteilung 224 (Wilhelmshaven) gewesen war, von März 1942 bis Mai 1944 Kommandeur der Marineflakabteilung 282 (Wilhelmshaven-Schillig) bei der II. Marineflakbrigade.
Anschließend war er bis Kriegsende Kommandant des Abschnitts Borkum beim Seekommandanten Ostfriesland und wurde am 1. März 1945 Fregattenkapitän.
Anfang August 1944 musste am Nordstrand von Borkum ein amerikanischer Bomber vom Typ Boeing B-17G („Flying Fortress“) der 486. Bombardement Group der United States Army Air Forces (USAAF) notlanden. Die siebenköpfige Besatzung wurde gefangen genommen. Goebell entschied die Kriegsgefangenen nicht direkt, wie damals üblich, der Luftwaffe zu überstellen, sondern diese streng bewacht durch den Ort Borkum per Fuß zum Seefliegerhorst Reede bringen zu lassen. Die Wachmannschaft wurde extra instruiert, die Weisung von Reichspropagandaminister Joseph Goebbels umzusetzen, wonach bei Übergriffen auf „angloamerikanischen Terrorflieger“ (damaliger Sprachgebrauch) durch deutsche Zivilisten die Wachen nicht einzugreifen hätten. Beim Weg nach Reede kam es zu zahlreichen Übergriffen, u. a. von Männern des Reichsarbeitsdienstes (RAD). Ein Obergefreiter des Heeres, welcher eigentlich zur Bewachung französischer Kriegsgefangener abgestellt war, erschoss nacheinander teils mit Kopfschüssen und hinterrücks alle Kriegsgefangenen, ohne dass die Wachen eingriffen. Bei seiner Verhaftung gab er Rache für den Tod seiner Familie an, welche bei einem Bombenangriff getötet worden war. Der Leiter der Wachmannschaft gab an, um nach der Weisung von Goebbels gehandelt zu haben, dass die Kriegsgefangenen durch die Zivilbevölkerung umgebracht worden war. Eine Nachrichtensperre wurde verhängt und die Totenscheine enthielten auf Anordnung „Tod durch Schläge auf den Kopf“ als Todesursache. Im Februar/März 1946 kam es in Ludwigsburg zum Prozess gegen die an diesem Kriegsverbrechen beteiligten Personen. 15 Personen wurden dabei der gemeinschaftlichen Verletzung der internationalen Kriegsrechte und der Verletzung der Genfer Konventionen angeklagt. Goebell wurde durch den US Military Court in beiden Anklagepunkten für schuldig befunden und, wie 5 andere Angeklagte auch, zum Tod durch den Strang verurteilt. 1948 wurde die Todesstrafe in eine lebenslange Strafe umgewandelt und 1954 auf eine Freiheitsstrafe von 32 Jahren reduziert. Ende Februar 1956 wurde er aus dem US war crime prison in Landsberg entlassen.
Nach seiner Freilassung kehrte Goebell zu Henkel zurück und arbeitete dort wieder als Chemiker.

## Werke (Auswahl)
- Nur ein bisschen Schmutz. Henkel-Lehr- und -Kulturfilm, 1960.
- Die Bedeutung grenzflächenaktiver Stoffe als Bestandteil moderner Waschmittel. Vortrag, 1960.
- Der Waschvorgang: ein Experimentalfilm der Persil-Werke. 1961.